# Riccardo Caracciolo

Riccardo Caracciolo

Wappen des Großmeisters

Fra' Riccardo Caracciolo († 1395), aus der Familie Caracciolo stammend, war von 1383 bis zu seinem Tod der vom damaligen Papst Urban VI. in Rom eingesetzte Gegen-Großmeister des damals in Rhodos ansässigen Johanniterordens. Er hat Rhodos nie betreten.
Diese Zeit war durch das Abendländische Schisma gekennzeichnet, in dem es gleichzeitig zwei gewählte Päpste (Urban VI. und Clemens VII.) gab. Urban VI. gilt als der legitime Papst und blieb in Rom während der erste Gegenpapst Clemens VII. in Avignon residierte.
Frankreich, Schottland, Kastilien, Aragon, Dänemark, Navarra, Norwegen, Portugal, Savoyen und eine geringe Zahl deutscher Staaten erkannten Clemens VII. an; der größte Teil Englands und Deutschlands, Irland, Flandern und Italien (außer Neapel) erkannten Urban VI. an.
Der Großmeister Jean Fernandez de Heredia entschied sich für Clemens VII. und damit gegen Urban VI.
Urban VI. setzte 1383 Heredia als Großmeister ab und Riccardo Caracciolo aus dem neapolitanischen Adelsgeschlecht als Großmeister ein.
Diese Aktion des Papstes wurde von den Rittern des Johanniterordens in Rhodos weder akzeptiert noch anerkannt, die anscheinend durch das Schisma unbeeinflusst entschlossen waren, ihre Souveränität durch die Aufrechterhaltung ihrer Gefolgschaftstreue zu Heredia durchzusetzen.
Das Schisma hielt hierdurch auch im Orden Einzug und entzweite diesen. Die Ordensritter in England anerkannten Urban VI. als Papst und ignorierten Heredia. Dadurch waren sowohl Heredias als auch Caracciolos Macht und Einfluss beschränkt.